# クスル
クスル（トルコ語: Kısır）は、トルコ料理で見られるブルグルのサラダである。細かく挽いたブルグルと小麦、パセリ、トマトペーストを主たる材料とする。他にタマネギやニンニク（地域による）、酸味のあるザクロ糖蜜、オリーブオイル、レモン果汁、キュウリ、コルニッション、香辛料を加えることも一般的である。レタスの葉と一緒に供されることもある。トマトペーストを混ぜ合わせるため、赤みがかった外観を呈する。常温で供され、副菜やメゼ（前菜）として出される。